# Veľké Slemence
Veľké Slemence (bis 1927 slowakisch „Veľké Selmence“; ungarisch Nagyszelmenc) ist eine Gemeinde in der Ostslowakei. Sie liegt im Ostslowakischen Tiefland direkt an der Grenze zur Ukraine, etwa 8 km von Veľké Kapušany und ungefähr 31 km von Michalovce entfernt. Im Ort leben etwa 590 Einwohner, davon sind 80,61 % ungarischer und 9,86 % slowakischer Abstammung (2021).

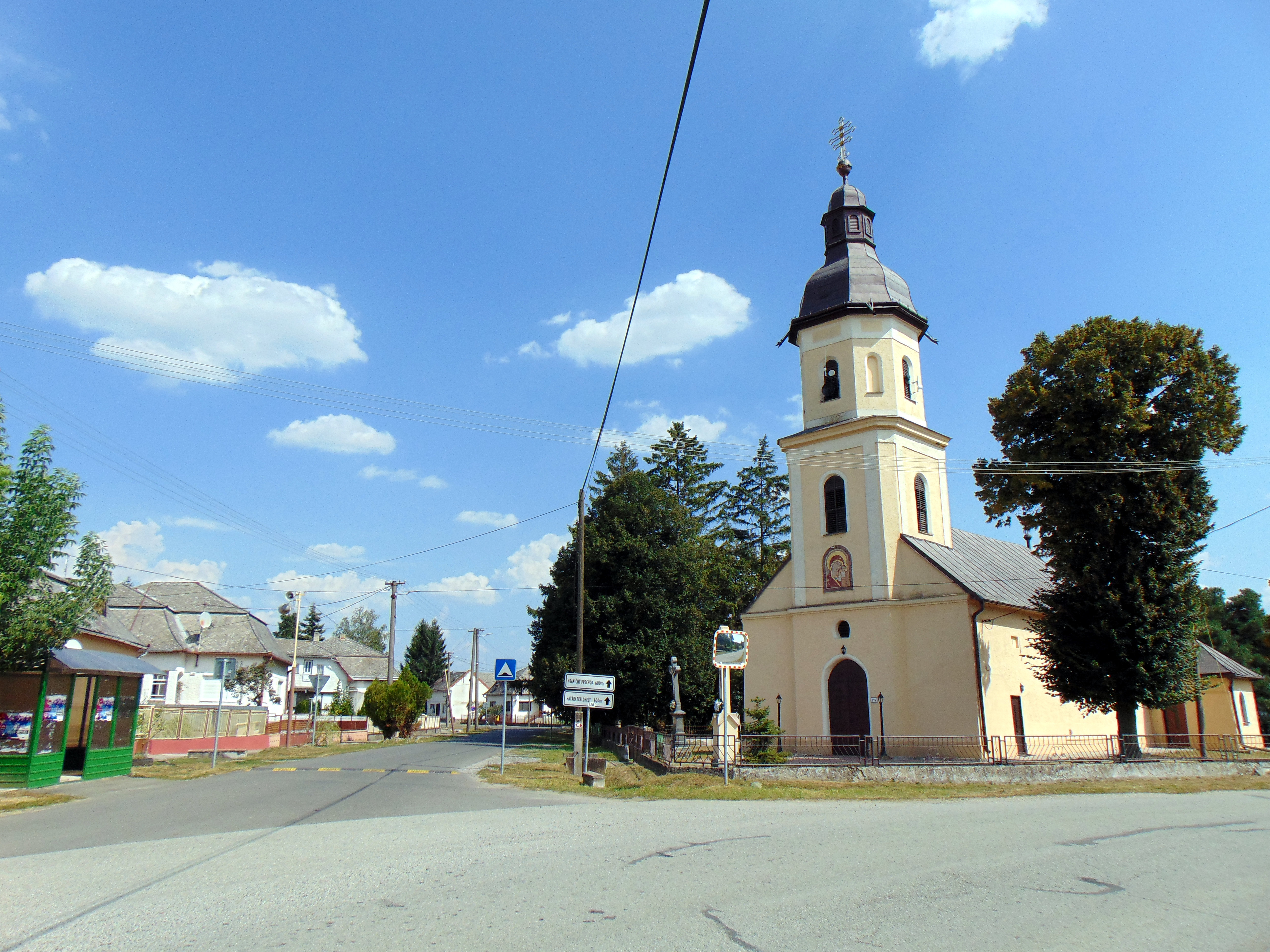
Griechisch-katholische Kirche im Ort

## Geschichte
Der Ort wurde 1332 erstmals schriftlich unter dem Namen Zelmench erwähnt und gehörte bis 1918 zum Königreich Ungarn. Sie kam infolge des Vertrages von Trianon zur neuentstandenen Tschechoslowakei. In der Zeit von 1938 bis 1945 gehörte die Gemeinde kurzzeitig auf Grund des Ersten Wiener Schiedsspruches erneut zu Ungarn. 1946 wurde aufgrund des Tschechoslowakisch-sowjetischen Vertrages das ehemals ungarische Gebiet zwischen diesen zwei Staaten geteilt. Entsprechend der Vereinbarung verlief die neue Grenze mitten durch die Gemeinde und trennte den Ortsteil Kisszelmenc (ukrainisch Mali Selmenzi/Малі Селменці, ca. 200 Einwohner) vom Rest des Ortes ab. Seit dem Zerfall der Sowjetunion gehört Mali Selmenzi zur Ukraine. Erst 2005 wurde auf internationalen Druck in dem geteilten Dorf ein Grenzübergang für Fußgänger und Radfahrer eröffnet. Dieser Grenzübergang stellt mittlerweile die Außengrenze der EU und des Schengenraums dar.

## Bevölkerung
| Jahr                | 1994 | 2004    | 2014    | 2024    |
| ------------------- | ---- | ------- | ------- | ------- |
| Anzahl der Personen | 592  | 598     | 581     | 583     |
| Unterschied         |      | +1,01 % | −2,84 % | +0,34 % |

| Jahr                | 2023 | 2024    |
| ------------------- | ---- | ------- |
| Anzahl der Personen | 595  | 583     |
| Unterschied         |      | −2,01 % |

Laut der Volkszählung 2021 leben in Veľké Slemence 588 Einwohner, davon 303 Männer und 285 Frauen.
Nationalitäten
474 Einwohner (80,61 %) gaben an Magyaren zu sein, 58 (9,86 %) sahen sich als Slowaken. 20 Einwohner gehören den Roma an. Bei 36 konnte die Nationalität nicht ermittelt werden.
Im Bezug auf Glaubensgemeinschaften gehören 190 der slowakisch-orthodoxen Kirche, 183 der katholischen und 124 der evangelischen Kirche an.
Auf dem Gelände von Veľké Slemence wurden 180 Gebäude errichtet, davon sind 178 als Wohngebäude klassifiziert.